# Valerian Zorin
Valerian Aleksandrovitj Zorin (ryska: Валериан Александрович Зорин), född 1 januari 1902 i Novotjerkassk i Ryssland, död 14 januari 1986, var en rysk diplomat och politiker.

## Biografi
Efter att ha anslutit den sovjetiska kommunistpartiet (SUKP) 1922, höll Zorin ledande positioner i en stadskommitté i Moskva och i centralkommittén för Komsomol fram till 1932. År 1935, tog han examen vid kommunistiska utbildningsinstitutet. Åren 1935–1941 arbetade han på ett flertal partiuppdrag och som lärare. Under 1941–1944 var han anställd vid folkkommissariatet för utrikesfrågor och tjänstgjorde 1945–1947, som sovjetisk ambassadören i Tjeckoslovakien. 
År 1948 hjälpte Zorin till att organisera den tjeckoslovakiska statskuppen. Under 1947–1955 och 1956–1965 var han biträdande  utrikesminister i Sovjetunionen. Samtidigt hade han andra uppdrag, bland annat som permanent sovjetisk representant i FN:s säkerhetsråd 1952–1953. Under 1955–1956 var sedan Zorin sovjetisk ambassadör i Förbundsrepubliken Tyskland. År 1956–1965 representerade han åter Sovjetunionen vid FN:s säkerhetsråd, som ledde till hans omtalade konfrontation med Adlai Stevenson den 25 oktober 1962 under Kubakrisen.
Efter mordet på John F. Kennedy 1963, gjorde Zorin ett kontroversiellt uttalande om möjliga orsaker till presidentmordet, avfärdade föreställningar om att Kennedy hade dödats av Lee Harvey Oswald, och spekulerade i stället om att det kan ha varit ett resultatet av Kennedys progressiva synpunkter på medborgerliga rättigheter och "avskummet" i den amerikanska södern.
Under 1965–1971 uppehöll Zorin tjänsten som sovjetisk ambassadör i Frankrike och år 1971 blev han ambassadör med särskilda uppdrag vid utrikesministeriet i Sovjetunionen. Vid 22:a och 23:e SUKP-kongresserna 1961 och 1966, valdes Zorin in till SUKP:s centralkommitté.

## Utmärkelser
Zorin tilldelades Leninorden tre gånger, tre andra ordnar samt ett antal andra medaljer.

## Zorin på film
- År 1974 i  tv-filmen The Missiles of October, spelad av Will Kuluva.
- År 2000 i filmen Tretton dagar med Oleg Vidov.
- År 2013 i tjeckiska tv-serien České Stoleti, porträtterad av operasångaren Vladimír Koval.